# Raúl Cabanas
Raúl Cabanas Barreiro (* 31. März 1986 in Spanien) ist ein schweizerisch-spanischer ehemaliger Fußballspieler. Er spielte im Mittelfeld.

## Karriere
Cabanas war in seiner Jugend beim Grasshopper Club Zürich aktiv, ab 2005 spielte er für die U21-Mannschaft des GC und kam sporadisch auch für die erste Mannschaft zum Einsatz. Im Sommer 2006 wurde er fester Bestandteil des Profikaders. Er konnte sich jedoch nicht nachhaltig in der ersten Mannschaft durchsetzen und wechselte nach insgesamt 14 Spielen in der Super League ihn 2008 zum Zweitligisten FC Wohlen. Im Februar 2010 ging er zum FC Baden in die 1. Liga. Im Sommer 2010 verpflichtete ihn der Ligakonkurrent SC YF Juventus.
Im Sommer 2014 verließ Cabanas den SC YF Juventus und schloss sich FC United Zürich an, ging jedoch bereits nach einer halben Saison zu Juventus zurück. Nachdem er im Sommer 2016 erneut zu United Zürich gewechselt war, ging er im Januar 2017 zum FC Tuggen in die drittklassige Promotion League. In der Rückrunde der Saison 2016/17 lief er sechsmal für Tuggen auf, der Verein beendete die Saison jedoch auf dem letzten Tabellenplatz und stieg somit aus der Promotion League ab.
Cabanas stammt aus einer Fussballer-Familie, sein Cousin Ricardo Cabanas war Schweizer Nationalspieler.